# Round Here
"Round Here" é uma canção escrita por David Bryson, Adam Duritz, Dave Janusko, Dan Jewett e Chris Roldan, gravada pela banda Counting Crows.
É o segundo single do álbum de estreia lançado em 1993, August and Everything After.

## Paradas
| Ano  | Parada                     | Posição |
| ---- | -------------------------- | ------- |
| 1994 | Hot Mainstream Rock Tracks | 11      |
| 1994 | Alternative Songs          | 7       |
| 1994 | Mainstream Top 40          | 10      |